# Bunker GO-42

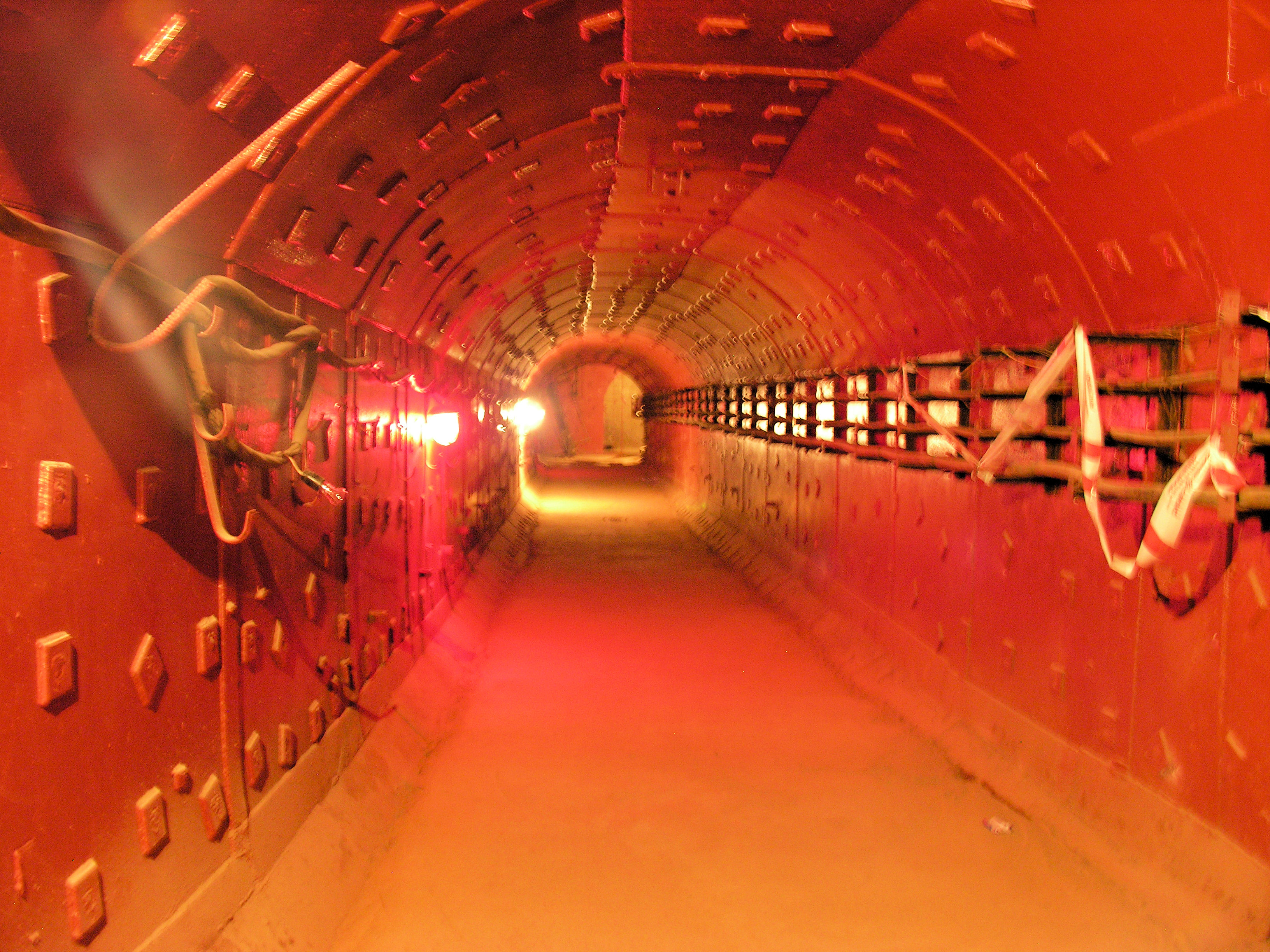
Einer der Tunnel im ehemaligen Bunker

Der Bunker GO-42 (staatliches Objekt Nr. 42, russisch государственный объект ГО-42) ist eine ehemalige militärische Anlage in Moskau. Seit 2006 ist sie als Museum des Kalten Krieges (Музей холодной войны) öffentlich zugänglich.
Der Bunker liegt unterirdisch bei der Station Taganskaja der Moskauer U-Bahn. Der Eingang des Museums befindet sich an der Adresse 5-Kotelnitscheski pereulok 11. Die Anlage wurde im Jahre 1956 als Gefechtsstand für den Fall eines Atomkrieges fertiggestellt und unterlag bis 1995 der Geheimhaltung.
Heute umfasst das Museum vier unterirdische Tunnel in gut 60 Meter Tiefe mit einer Fläche von rund 7000 m².